# NGC 5848
NGC 5848 је лентикуларна галаксија у сазвежђу Девица која се налази на NGC листи објеката дубоког неба.
Деклинација објекта је + 2° 0' 18" а ректасцензија 15h 6m 34,8s. Привидна величина (магнитуда) објекта NGC 5848 износи 13,9 а фотографска магнитуда 14,8. NGC 5848 је још познат и под ознакама NGC 5841, MCG 0-39-1, CGCG 21-1, PGC 53941.